# Madeleine Dalphond-Guiral
Pour les articles homonymes, voir Guiral.
Madeleine Dalphond-Guiral B.A (née le 6 juin 1938) fut un professeur de soins infirmiers et une femme politique fédérale du Québec.

## Biographie
Née à Montréal, elle devint députée du Bloc québécois dans la circonscription fédérale de Laval-Centre en 1993. Réélue en 1997 et en 2000, elle ne se représenta pas en 2004.
Elle fut whip adjoint du Bloc de 1993 à 1996, whip du Bloc de 1996 à 1997, whip en chef de l'Opposition de 1996 à 1997 et whip adjointe du Bloc de 1997 à 2000.
Elle fut aussi porte-parole du Bloc en matière de Nouvelles technologies de reproduction de 1995 à 1996, de Personnes handicapées de 1998 à 2000, de Droits de la personne de 1998 à 1999 et de Citoyenneté et Immigration de 2000 à 2004.